# Wasserturm Dülken

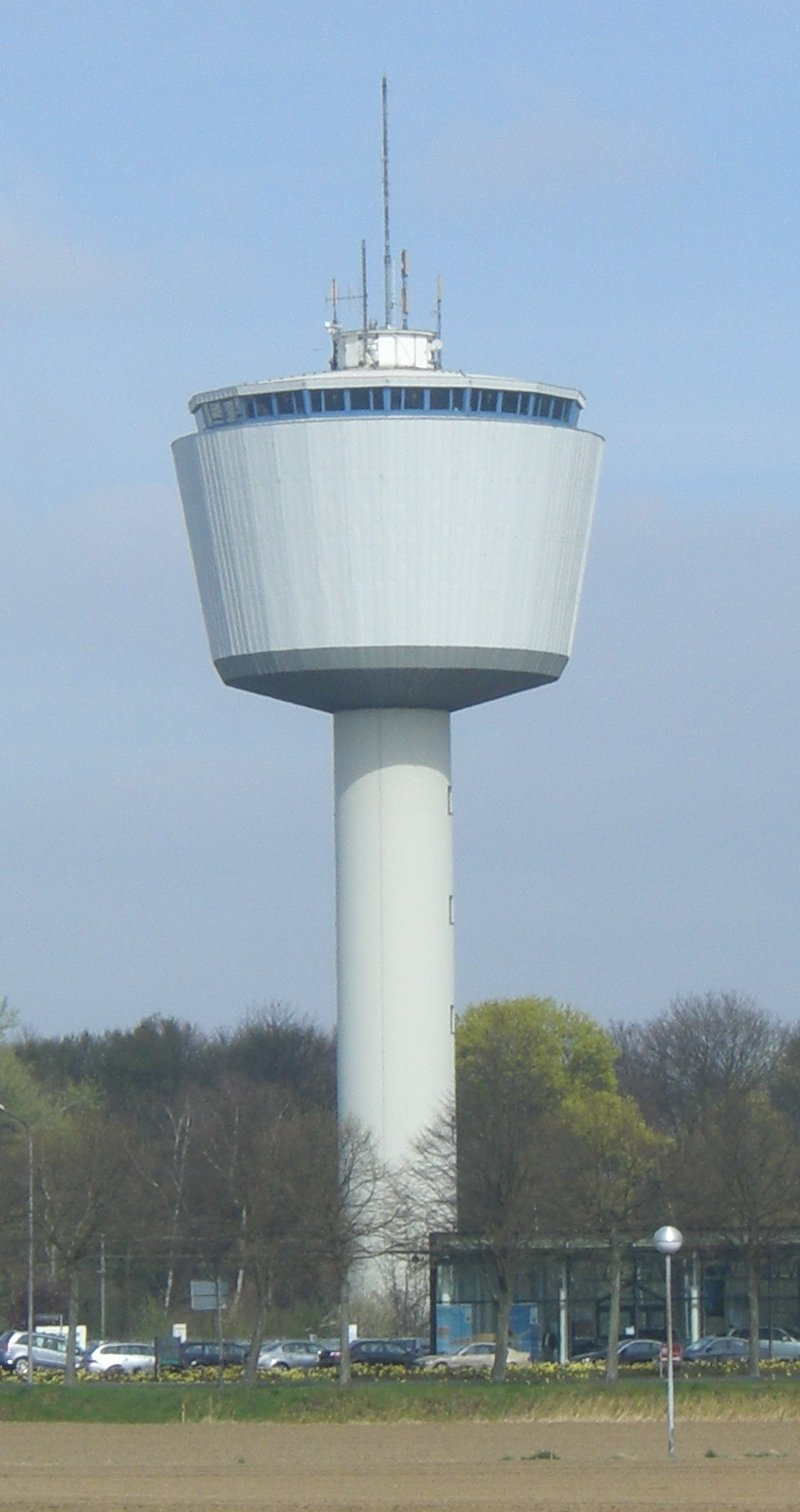
Wasserturm Dülken

Der Wasserturm Dülken ist ein Wasserturm in Viersen. Er befindet sich ostnordöstlich des Zentrums von Dülken am Stadtgarten. Er ist 55 m hoch und fasst 2.000 m³ Wasser. Im Turm befand sich von 1970 bis 2007 über dem Wasserbehälter das Panoramarestaurant Highlight Windrose. Nach der Schließung 2007 wurde es 2009 wiedereröffnet, ist aber aktuell (Stand 2022) dauerhaft geschlossen.